# Damase Ier
Pour les articles homonymes, voir Damase et Saint-Damase.
Damase Ier, né à Rome vers 305 et mort dans la même ville le 11 décembre 384, est un évêque de Rome qui accède à l'épiscopat le 1er octobre 366.
Infatigable promoteur de la primauté romaine, ce prélat autoritaire est l'une des grandes figures épiscopales des premiers siècles de l'ère commune, dont l'action énergique contribue à la fois « à la romanisation du christianisme et à la christianisation de Rome », jetant les bases du développement futur de la papauté malgré un épiscopat troublé à la suite d'une élection entachée de violence.
Son action se ressent essentiellement à Rome mais, si celle-ci permet de rassembler autour du siège romain l'épiscopat italien, son incompréhension des différends théologiques résultant de la crise arienne et l'intransigeance de ses interventions contribuent à affaiblir l'autorité romaine dans la partie orientale de l'Empire romain, y réduisant la possibilité d'intervention juridictionnelle du Siège romain auprès d'une Église d'Orient dont l'orthodoxie se structure sous l'impulsion de l'empereur romain Théodose Ier.
Homme de lettres et poète cultivé, Damase est considéré comme l'initiateur de l'épigraphie chrétienne officielle ainsi que l'ordonnateur du culte des saints et des martyrs à Rome, particulièrement dans les catacombes romaines. Selon le comput de la tradition catholique qui le célèbre comme saint le 11 décembre, il est le 37e pape.

## Biographie
Les sources concernant Damase sont, à la différence de ses prédécesseurs, relativement abondantes et variées, permettant de dresser un portrait qui, pour la première fois dans l'historiographie de l'épiscopat romain, trace notamment les contours de la personnalité intellectuelle d'un évêque de Rome.

### Origines
Si l'on en croit Jérôme de Stridon qui rapporte que Damase est mort « presque octogénaire », ce dernier est vraisemblablement né vers 305. Même si le Liber Pontificalis évoque une origine hispanique, Damase est plus vraisemblablement issu d'une famille d'origine romaine, eu égard aux fonctions que sa famille exerce au sein du clergé de la ville : son père Antonius gravit les échelons au service de l'église romaine, au sein de laquelle il est notaire, lecteur puis diacre avant de se voir élevé au rang de presbytre ou d'épiscope dans les environs de Rome. À la mort de ce dernier, la mère de Damase, Laurentia, rejoint l'ordre des veuves consacrées (ordo viduarum) tandis que sa sœur, Irène, fait vœu de virginité. Les souvenirs et l'engagement de la famille dans l'église chrétienne remontent donc à la période pré-constantinienne, celle qui a connu la Grande persécution.
Avant qu'il n'accède à l'épiscopat romain, on sait peu de choses du parcours ecclésiastique de Damase. On sait qu'il fonde sa propre église en transformant en titulus la maison familiale qu'il agrandit d'une nef à chacune de ses deux extrémités et dote d'objets liturgiques en argent ainsi que d'un confortable revenu de quatre cents solidi provenant du patrimoine foncier qu'il possède dans la région de Ferentino et de Cassino.
On sait également qu'il a compté au nombre des diacres de Libère et qu'il a suivi ce dernier lors de son exil en 355. Damase retourne bientôt à Rome où il prête allégeance à l'archidiacre Félix II, mis en place sur le trône épiscopal par l'empereur romain Constance II à la place de Libère, une consécration acceptée en violation d'un serment du clergé romain de ne pas remplacer l'exilé. Néanmoins, lorsque celui-ci est autorisé à revenir à Rome en 358 et que Félix en est chassé par des émeutiers, Libère semble s'être réconcilié avec Damase.

### Épiscopat

#### Élection mouvementée
À la mort du pape Libère, le 24 septembre 366, la communauté chrétienne de Rome est divisée entre différentes factions, l'une proche de l'orthodoxie nicéenne, l'autre, qui avait été soutenue par l'empereur défunt Constance II, penchant du côté de l'homéisme, laissant éclater de violentes querelles à propos du choix d'un successeur au siège épiscopal qui se soldent par des rixes sanglantes.
Dès l'annonce du décès de l'évêque de Rome, deux factions revendiquent l'héritage libérien et essaient de contrôler l'espace du sacré : un groupe réunissant notamment sept prêtres et trois diacres, revendiquant d'être constamment restés fidèles à Libère, se rassemble à la basilica Iulii et élit l'un d'entre eux, Ursin, aussitôt consacré par un évêque de Tivoli nommé Paul. Dans le même temps, une faction plus nombreuse, composée de partisans de Félix, se rassemble au titulus Lucinae et y élit Damase, un clerc déjà relativement âgé qui a consacré la majeure partie de sa vie au service de l'Église. Les « ursiniens » dénoncent cette procédure mais Damase, pour asseoir son élection, soudoie des hommes de main — des gladiateurs, des auriges du cirque romain et des fossoyeurs, au dire de ses détracteurs — qui assiègent la basilica Iulii puis se livrent durant trois jours au massacre des partisans d'Ursin. Ils investissent ensuite la basilique du Latran où Damase est consacré le 1eroctobre par l'évêque d'Ostie Florentius, suivant une tradition inaugurée par son prédécesseur Marc.
C'est peut-être pour cette raison, et par souci de l'ordre public, que l'autorité civile de Rome, sollicitée par Damase — qui inaugure de la sorte le premier recours au pouvoir civil par un évêque de Rome contre un adversaire — considère l'élection comme régulière : le préfet de la Ville Viventius et le préfet de l'annone Julianus exilent Ursin et ses diacres sans pour autant calmer les violences : les partisans d'Ursin réquisitionnent bientôt la basilique Sainte-Marie-Majeure sur l'Esquilin et là encore, Damase mobilise sa faction qui donne l'assaut à la basilique le 26 octobre. Les soudards y perpètrent un massacre qui occasionne près de 160 morts parmi les fidèles des deux sexes et ruinent l'édifice, assurant certes le trône épiscopal à Damase mais affaiblissant durablement son autorité morale auprès des évêques d'Italie.
Cette situation schismatique locale — bien documentée par les Gesta Liberii, la Collectio Avellana et le Libellus Precum, des textes issus du parti ursinien — ainsi que les accusations infamantes à l'encontre de Damase perdureront tout le long de l'épiscopat de ce dernier qui, de son côté, n'hésite pas à mettre en œuvre une pastorale énergique, voire violente pour arriver à ses fins : les partisans d'Ursin —  des « purs » qui, pour certains chercheurs, contestent l'évolution d'un appareil ecclésiastique qui s'enrichit et se rapproche des puissants mais, pour d'autres, sont au contraire soutenus par des membres chrétiens intransigeants issus de la haute aristocratie — continueront de soutenir les prétentions de leur champion au siège romain jusqu'après la mort de son opposant.
Par ailleurs, Damase s'attire les grâces de l'aristocratie romaine par son train de vie fastueux, son hospitalité, et en se gardant d'attaquer le paganisme auquel une partie de cette aristocratie reste largement attachée. Il bénéficie tout particulièrement du soutien des aristocrates romaines au point que ses détracteurs le surnomment le « cure-oreille des matrones ». Il faut cependant nuancer les relations de Damase avec l'aristocratie au sein de laquelle il semble se tourner plus particulièrement vers les couches inférieures constituées des familles des hommes « nouveaux » ayant prospéré au service du système constantinien, plus susceptibles d'être enclines au christianisme que la vieille aristocratie païenne qui entend toujours incarner les valeurs de la « vraie » Rome, même si celle-ci pouvait déjà compter des chrétiens convaincus en son sein.
Quels que soient les soutiens dont il bénéficie, il n'en demeure pas moins que Damase reste par la suite régulièrement contesté tout au long de son épiscopat, l'un des plus longs du IVe siècle. Ainsi, en 374, les partisans d'Ursin se manifestent à nouveau à l'occasion d'une action criminelle intentée contre Damase par un juif converti, Isaac, accusant Damase d'adultère, puis à nouveau en 380, ce qui vaut à l'affaire d'être évoquée, en 381, au premier concile d'Aquilée d'où sont absents Damase ou ses représentants. Ces mises en cause restent toutefois infructueuses dans la mesure où il est blanchi et soutenu par ses collègues italiens. Quand Damase meurt le 11 décembre 384, l'élection de son successeur Sirice se déroule sans heurts et lorsque Valentinien II donne son accord à cette nomination, le jeune empereur se félicite auprès du préfet de Rome Pinianus de l'accueil populaire unanime de la décision.

#### Primauté romaine

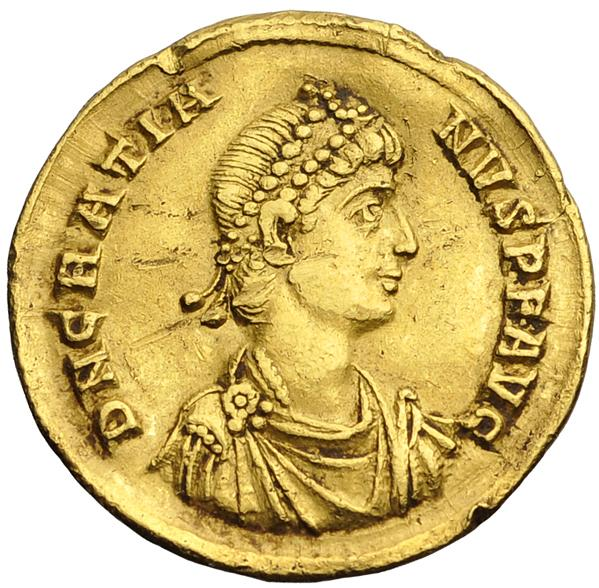
Solidus figurant l'empereur romain Gratien (359–383).

L'importance croissante du siège épiscopal de Rome pousse progressivement ses titulaires à transformer la primauté d'honneur — que ses collègues évêques lui reconnaissent généralement — en primauté juridictionnelle, revendiquant un rôle d'instance universelle dont la légitimité se fonde non sur l'aura ou le statut politique de Rome mais sur l'apostolicité d'un siège fondé par l'apôtre Pierre, « chef des apôtres », dont la tradition chrétienne romaine fait de l'évêque de la capitale de l'empire le successeur.
Pour Damase, la primauté romaine se fonde avant tout sur son origine pétrinienne et la promesse évangélique faite par le Christ à l'apôtre Pierre, à la différence de Constantinople dont la primauté repose sur des décisions synodales. Cette conviction se traduit dans la plupart des décisions de Damase concernant la discipline ecclésiastique. Ce dernier, à l'instar de son prédécesseur Libère, dénomme d'ailleurs souvent Rome le « Siège apostolique » et, en infatigable promoteur de cette primauté romaine, tente d'affirmer et d'étendre celle-ci sur le plan juridictionnel, non sans succès : fin 371, il organise un synode qui, réunissant près de 90 évêques, condamne le symbole homéen de Rimini (359) et expose sa foi dans la lettre synodale Confidimus quidem. La même année, Damase adresse aux évêques de l'Illyricum une confession de foi qui fixe les strictes conditions, tant disciplinaires que théologiques, pour adhérer à la communion romaine. La plus ancienne décrétale connue, en réponse à des questions soulevées par des évêques gaulois au cours d'un concile à Arles, est datée de cette époque et a régulièrement été attribuée à Damase.
Entre autres avancées, Damase convainc, en 378, les autorités civiles de reconnaître le « Siège apostolique » comme première instance et instance d'appel pour l'épiscopat d'Occident, sans toutefois obtenir l'immunité de l'évêque de Rome devant ces autorités civiles : il reste soumis à la juridiction du préfet alors qu'il réclamait d'être traduit uniquement devant le conseil impérial. C'est d'ailleurs une intervention impériale qui suspend l'action intentée contre lui par Isaac et instruite par le préfet de la ville. Le jeune empereur romain Gratien entérine néanmoins le fait que les autorités séculières puissent désormais faire appliquer les décisions des conciles, particulièrement en cas de déposition d'un évêque occidental de son siège et il favorise la nomination de préfets exclusivement chrétiens, rompant avec la politique d'alternance avec des païens que pratiquait son père l'empereur Valentinien Ier.
C'est également Gratien qui, en 382, convoque à Rome un concile sollicité vainement par l'influent Ambroise de Milan auprès de Théodose, celui-ci refusant de mélanger les affaires orientales et occidentales ; resté en retrait, Damase laisse à Ambroise, qui a l'oreille du jeune empereur d'Occident, l'initiative dans ce concile qui n'engrange cependant pas de résultat probant. Les quelques délégués orientaux, venus pour porter avec fermeté les décisions du concile théodosien de Constantinople de l'année précédente, obtiennent néanmoins l'adhésion de l'évêque de Rome en faveur de la reconnaissance de Nectaire de Constantinople comme titulaire du siège de Constantinople au détriment de Maxime le Cynique. Dans cette délégation figure un interprète, Jérôme de Stridon qui, resté à Rome, rejoint l'entourage de l'évêque de Milan pour lequel sa connaissance des affaires de l'Orient est utile et dont il devient le familier, assurant auprès du prélat une charge épistolaire concernant les affaires de l'Église. C'est de ce concile de Rome qu'est issu le Décret de Damase (Decretum Damasus ou De explanatione fidei catholicae), un canon de la Bible chrétienne incorporé au VIe siècle au Decretum Gelasianum.
Sur le plan théologique, adversaire résolu des courants ariens, n'hésitant pas à avoir recours à l'autorité civile, Damase combat brutalement les plus intransigeants d'entre eux à l'instar des disciples de Lucifer de Cagliari, qu'ont rejoints certains partisans de son rival Ursin, qui pétitionnent auprès de l'empereur contre Damase avec le Libellus precum. S'il est plus modéré à l'encontre des priscillianistes, il fait par contre anathématiser au fil des synodes les positions christologiques des apollinariens ou encore des pneumotomaques et fait poursuivre la communauté donatiste de Rome par l'autorité civile qui expulse son évêque Claudianus à Carthage. Ses recours à l'autorité civile ne sont pas pour autant toujours couronnés de succès puisque c'est par exemple vainement qu'il essaie de faire condamner Lucifer par le préfet chrétien de Rome Anicius Auchenius Bassus — un proche des milieux rigoristes novatiens et lucifériens dont Théodose lui-même, désavouant Damase, commande qu'ils soient protégés. Il ne parvient pas davantage à faire évincer du siège de Milan le charismatique évêque arianisant Auxence de Milan, prédécesseur d'Ambroise de Milan, d'une ville devenue résidence impériale dont il a obtenu la primauté de juridiction sur les villes de l'Italie annonaire.
À Rome, le gouvernement épiscopal de Damase, qui propulse le clergé chrétien de la ville en véritable tiers état, s'inspire du gouvernement civil. Il organise par exemple la chancellerie pontificale et développe l'institution synodale —  il réunit au moins cinq synodes en dix ans — dotant l'Église d'un service d'archives (scrinium et chartarium) qui conserve les décisions romaines et les actes synodaux, préfigurant les collections canoniques. Il s'entoure d'experts (periti), met en place un service juridique ainsi qu'un service de techniques de procédures et d'argumentations, renforce la fonction des notaires chargés de rédiger les décrétales et lettres pontificales, crée celle de « défenseur de l'Église » (defensor ecclesia), des avocats chargés des intérêts de l'évêque dans les causes publiques… autant d'actions qui ébauchent une administration centrale et fondent les bases d'un droit ecclésial. La moindre des réussites de l'évêque n'est pas d'avoir par son action, d'un côté, rallié à lui le clergé romain, un corps de prêtres et diacres composé d'hommes modestes mais opiniâtres et, d'un autre, d'avoir développé auprès des fidèles le sentiment d'appartenance à un « peuple saint » organisé et uni, formant un tout spécifique aux chrétiens, caractérisé par une commune croyance que peuvent partager plébéiens comme aristocrates.
Damase se montre également un habile collecteur de fonds pour l'enrichissement de l'église romaine et s'efforce à ce que tout legs ou donation soit directement confié à l'évêque, seul représentant des églises chrétiennes de Rome. Il obtient dans ce sens et dès 370 un décret de Valentinien Ier qui interdit aux prêtres et moines de la ville de fréquenter « les maisons des veuves et des mineures » afin de bénéficier de leurs libéralités, empêchant de la sorte que la richesse profite aux entreprises personnelles de membres du clergé qui pourraient devenir des rivaux de l'évêque.

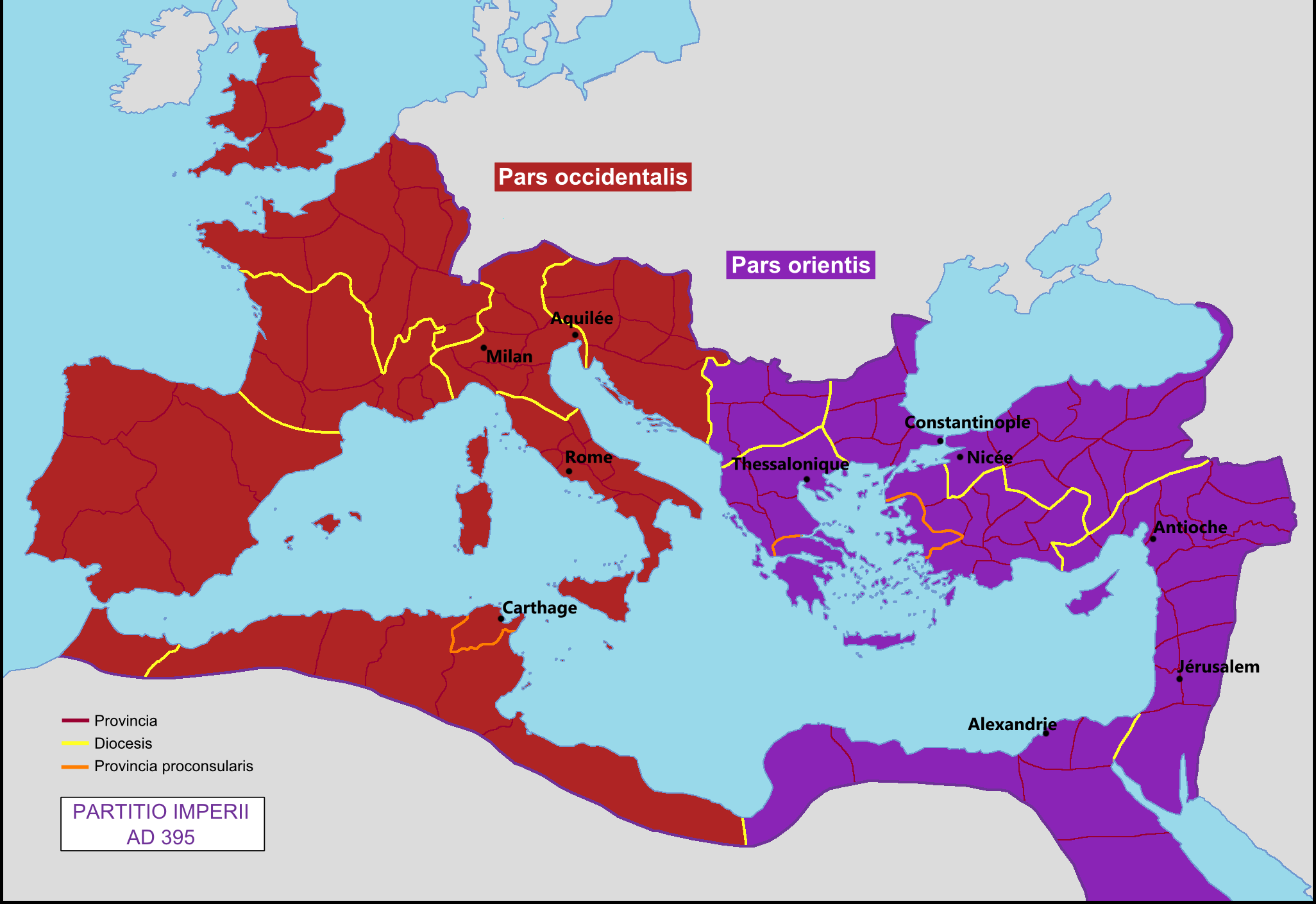
Empire romain vers 395 avec centres chrétiens contemporains de l'épiscopat de Damase Ier.

Ainsi, l'action de Damase en faveur de l'organisation et du renforcement du gouvernement de l'Église de l'Urbs — tant sur le plan juridique qu'administratif — autant que la structuration sur les plans liturgique et matériel de la communauté chrétienne locale contribuent indiscutablement, par leur exemplarité, au développement de la primauté romaine aussi bien en matière de foi que de juridiction. Cette action marque une étape décisive sur cette voie, même si l'influence romaine reste largement cantonnée à l'Italie suburbicaire, souvent éclipsée par l'influence d'Ambroise de Milan concernant les affaires de l'Église dans le nord de l'Italie, mais aussi en Hispanie ou en Illyricum.

#### Relations avec l'Orient
D'une manière générale, l'orgueil de Damase, prélat « imbu des prérogatives de son siège », ne sera pas d'un grand secours pour sortir des querelles théologiques qui divisent les communautés chrétiennes, particulièrement en Orient où le parti arien est soutenu par le co-empereur romain Valens. Les diverses initiatives que prend l'influent évêque Basile de Césarée entre 371 et 377 afin d'éclairer, au nom des évêques nicéens orientaux, la situation et l'évolution des positions christologiques en Orient — dont les nicéens occidentaux ont une vision simpliste — rencontrent l'incompréhension de l'évêque romain qui soupçonne d'arianisme les homéousiens ralliés à Nicée, au nombre desquels Mélèce Ier d'Antioche. Damase, contestant la légitimité de ce dernier pourtant bien établie auprès des nicéens orientaux, soutient son rival Paulin II d'Antioche, à la tête d'une faction réactionnaire « ultra-nicéenne » peu représentative. Les différentes ambassades orientales sont infructueuses et les demandes de l'évêque de Césarée ou d'autres évêques orientaux reçoivent pour toutes réponses des lettres de blâme et autres injonctions, comme celle portée par Évagre d'Antioche de souscrire au Confidimus, la profession de foi du synode romain de 371.
En 377, en réponse à une nouvelle lettre collective soutenant les positions orientales et réclamant sa communion avec Mélèce, Damase répond par le Tomus Damasi (« Tome de Damase »), un exposé théologique constitué d'une série d'anathématismes contre les doctrines non-nicéennes, condamnant avec une égale conviction les sabelliens, les ariens, les eunomiens, les apollinaristes, les macédoniens et les partisans de l'hérétique Photin. Cette énumération d'erreurs qui, selon leur auteur, entachent la foi, fixe en creux, dans une manière de mise à jour, l'orthodoxie nicéenne au nom du siège romain, témoignant des progrès de la réflexion théologique à Rome ; mais l'importance du Tomus est atténuée par son soutien implicite à Paulin II d'Antioche dans une intransigeance qui empêche la réconciliation et s'il est associé au Credo de Nicée par les collections canoniques, il est bientôt éclipsé par les conciles orientaux ultérieurs.

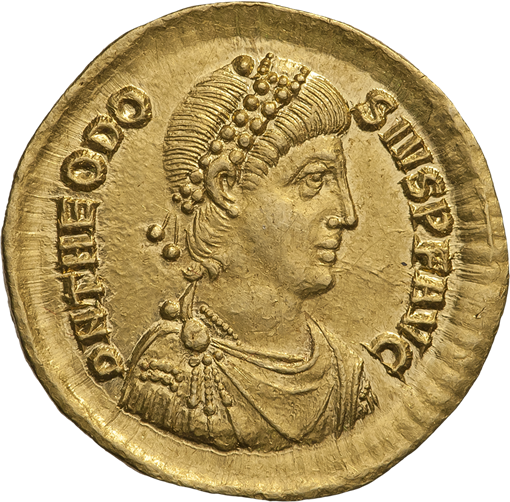
Solidus figurant Théodose Ier (347–395).

Lorsque l'empereur romain Théodose promulgue l'édit de Thessalonique le 27 février 380, celui-ci définit l'orthodoxie par la communion avec l'évêque de Rome en la décrivant comme « religion que le divin apôtre Pierre a transmise aux romains (...) que suit manifestement le pontife Damase ». Il convient toutefois de ne pas en déduire une influence directe de l'évêque romain sur l'initiative personnelle de l'empereur, ni de surestimer la portée d'un édit circonstanciel qui, bien éloigné d'une visée universelle, s'adresse avant tout aux chrétiens de Constantinople dans l'objectif d'apaiser les querelles locales qui y agitaient les factions. Il est même vraisemblable que Damase n'ait jamais entendu parler de cet édit local promulgué par un empereur qui, de son côté, ne met pas les pieds à Rome avant 389.
L'évolution de la situation politique et religieuse orientales et la partition de plus en plus marquée de l'Empire entre Orient et Occident rendent de moins en moins fréquentes les sollicitations auprès de l'évêque de Rome qui, à la mort de Mélèce Ier d'Antioche durant l'été 381, reste favorable à Paulin II d'Antioche et refuse d'entrer en communion avec son successeur Flavien d'Antioche, dans une intransigeance qui lui vaut d'être qualifié par Basile de Césarée de « follement arrogant ». Damase n'a d'ailleurs pas même été prévenu de la tenue du concile œcuménique de Constantinople qui est convoqué en mai de la même année par Théodose et dont les décisions marquent l'établissement d'une Église orientale qui, consciente de sa force, aspire à devenir « maîtresse de sa foi et de son unité ». Ainsi, le troisième canon de ce concile, en même temps qu'il reconnaît le primat ecclésial de Rome, accorde une seconde primauté d'honneur à Constantinople, la « nouvelle Rome », excluant de facto la possibilité d'ingérence juridictionnelle du Siège romain en Orient, Siège romain dont les prétentions en matière disciplinaires seront définitivement éteintes par le canon 28 du concile de Chalcédoine en 451. Damase n'est toutefois pas complètement sans influence auprès de Théodose si l'on en croit l'information selon laquelle c'est sur les conseils de l'évêque de Rome que l'empereur engage le diacre romain Arsène de Scété comme précepteur de son fils Flavius Arcadius.
Les différentes tentatives de recherche d'unité entre les Églises orientales et occidentales s'avèrent donc infructueuses, butant régulièrement sur des questions de nominations et de personnes. Cette situation creuse le fossé entre des Églises qui s'étaient pourtant ralliées au résultat du concile de Nicée ; les conciles de 381 à Constantinople puis à Aquilée, dont les occidentaux sont tenus éloignés, accentuent encore une séparation correspondant aux deux parties de l'Empire, ce qui contribue en outre au refroidissement des relations entre les co-empereurs Théodose et Gratien.

## Christianisation de Rome

### Rome vers 370
Vers 370, Rome compte encore près d'un demi-million d'habitants qui s'entassent dans des immeubles à étages souvent dégradés, répartis en quatorze mille pâtés de maisons, qui bordent un centre urbain monumental conçu pour éblouir les visiteurs. Par contraste, les sept collines de Rome, lieux de résidence des riches citoyens, offrent le spectacle d'un décor de théâtre composé de jardins verdoyants où prennent place des luxueux édifices palatiaux souvent plusieurs fois séculaires. La noblesse romaine réside également dans les faubourgs de la ville, dans des villas palatiales du suburbium dont le paysage accueille également des activités d'agriculture maraîchère et d'industrie artisanale et où se réfugie cette aristocratie lors des étouffants mois d'étés qui voient régulièrement émerger des épidémies de paludisme causées par le Tibre.
Le suburbium se caractérise également par une cohabitation des vivants et des morts, accueillant les tombes de générations de romains disposées tout au long des routes d'accès à l'Urbs sur des terrains funéraires que les chrétiens s'approprient progressivement ainsi qu'en témoignent toujours les catacombes de Saint-Sébastien. Mais encore vers 350, la cité elle-même est largement dépourvue de bâtiments chrétiens, rendant le christianisme « invisible dans l'enceinte de Rome » : pas plus de vingt-cinq églises éparpillées à travers la ville, qui ont généralement l'apparence de modestes maisons de ville fondues dans la masse des constructions environnantes, ne peuvent guère accueillir plus de vingt-mille fidèles dans cette ville encore extrêmement peuplée.

### Lieux de culte
À l'époque de l'élection de Damase, le christianisme, conscient de son caractère minoritaire mais aussi de sa force, commence à s'inscrire de manière plus significative dans le paysage romain, à travers la multiplication des constructions évergétiques qui, à la suite de l'impulsion donnée par l'empereur Constantin dans le suburbium, commencent à partir de la fin du IVe siècle à parsemer la ville. Celles-ci sont davantage financées par l'aristocratie christianisée au fur et à mesure que les libéralités impériales s'épuisent dans une ville qui n'est plus le centre du pouvoir politique de l'Empire. Plus d'une vingtaine de basiliques, d'églises et autres martyria voient le jour dans ces années tandis que les catacombes, situées dans les faubourgs de la ville, sont progressivement aménagées pour le culte des martyrs. Dans ces lieux qui pouvaient jusque-là inspirer la crainte, des escaliers et galeries sont aménagés ou élargis tandis que des chambres funéraires sont richement décorées afin de les magnifier. On construit autour des sépultures consacrées aux martyrs des édifices — basiliques ou oratoires — qui les protègent et permettent aux fidèles de s'y rassembler à une époque où les pratiques funéraires sont essentielles pour rassembler les chrétiens.
Damase amplifie ce mouvement et entreprend une véritable conquête de l'espace urbain qui cherche clairement à ancrer son église et son autorité dans la tradition patriotique romaine de la Romanitas (en) et tout à la fois à défendre une théologie romaine de la renovatio Urbis qui fait des apôtres martyrs Pierre et Paul les nouveaux fondateurs de Rome : poursuivant ce double objectif, l'énergique activité épiscopale de Damase dans l'Urbs et ses faubourgs contribue ainsi à la fois « à la romanisation du christianisme et à la christianisation de Rome », soutenu par l'aristocratie évergète chrétienne qui poursuit les usages bien établis de l'évergétisme classique.
Sur un plan pratique, l'action de Damase consiste davantage à consacrer des bâtiments existants qu'à en édifier, bien que la construction de six à sept basiliques ad corpus puissent remonter à son épiscopat, dont celles de Saint-Clément et de sainte Prudentienne. Le Liber Pontificalis ne lui attribue l'édification que d'un seul titulus, celui de San Lorenzo in Damaso qui constitue cependant la première église urbaine dédiée à un martyr ; on lui attribue également la fondation des tituli Anastasiæ, sur le Palatin, et Fasciolae, près des thermes de Caracalla ainsi que l'aménagement d'un baptistère à la basilique Saint-Pierre pour les besoins de la liturgie épiscopale ; les travaux de drainage du Vatican sont également entrepris sous son épiscopat. Si l'on sait que Damase a lui-même été enseveli aux côtés de sa mère et de sa sœur dans une basilique des faubourgs, on n'a pu identifier cette dernière à ce jour.

### Épigrammes damasiennes

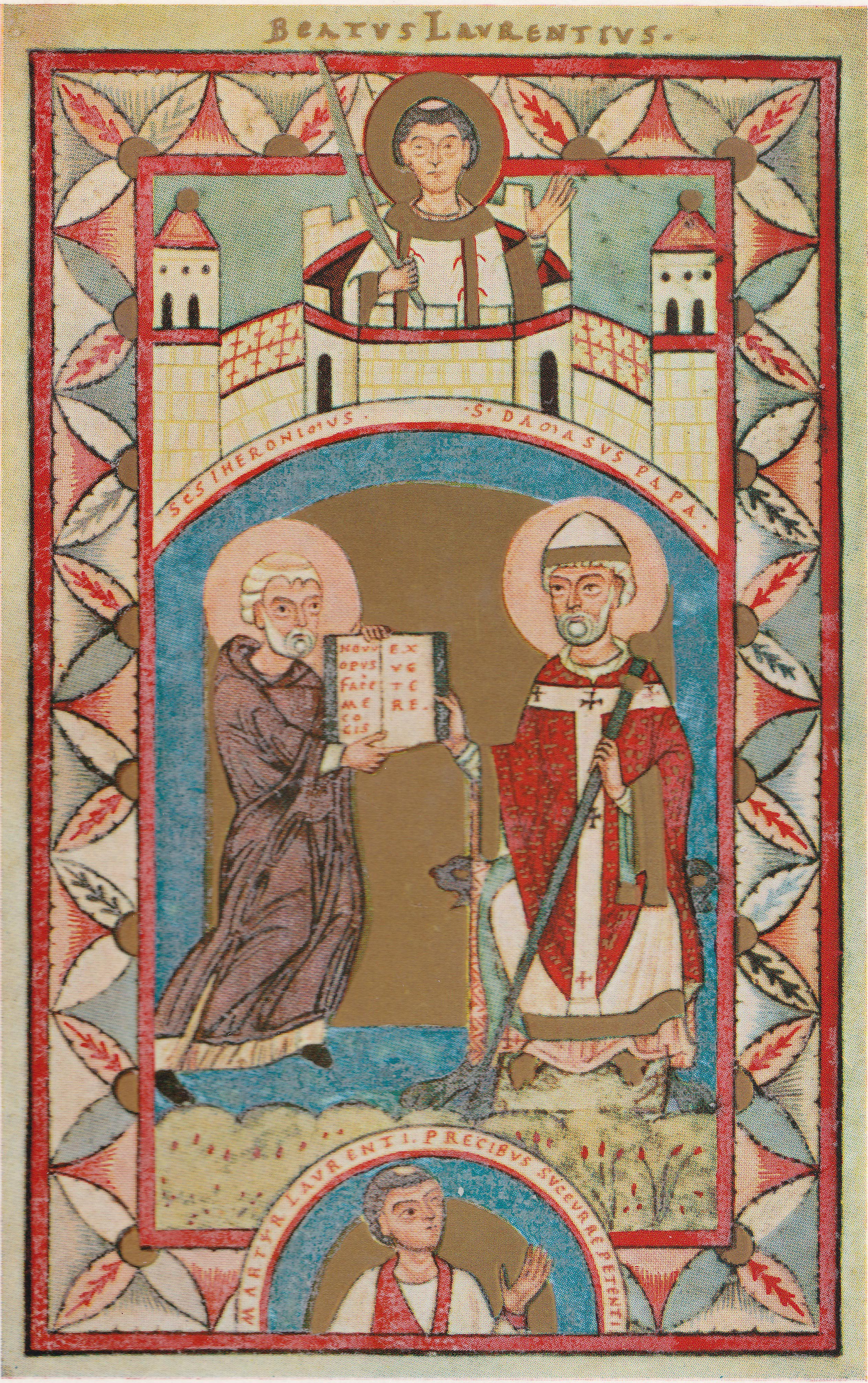
Enluminure extraite de l'évangiliaire de Lund, figurant Jérôme de Stridon présentant sa version de la Vulgate (Bible en latin) au pape Damase Ier sous les auspices de Laurent de Rome dans la Jérusalem céleste, c. 1150, bibliothèque de l'université d'Uppsala.

Il ne reste pas de trace de l'action de Damase sur un plan liturgique bien que certains liturgistes catholiques lui prêtent l'introduction de l'usage du latin dans les textes de la prière collective et dans ceux du canon, un processus qui semble plutôt s'étaler sur plusieurs siècles. C'est vraisemblablement à l'instigation de Damase, dont les intérêts laissent apparaître une personnalité cultivée et qui a pu être préoccupée par la grande diversité des textes chrétiens — il existe à cette époque, presque autant de versions des textes bibliques qu'il y en a de copies — que Jérôme de Stridon débute en 383 ses travaux de traduction afin de produire une version fiable de la Bible en latin, ce qui deviendra la Vulgate. Cette version suscite cependant la méfiance et la suspicion des prêtres latins composant le clergé « scrupuleux et conservateur » contemporain de Jérôme qui voient là une dangereuse falsification des Écritures par un étranger ; la renommée de la Vulgate ne s'impose ainsi qu'au début du Moyen Âge.
L'œuvre principale de Damase porte sur l'organisation du culte des saints (Dulie) et de la commémoration des martyrs, qui s'inscrivent dans la volonté d'organisation de l'année liturgique, la vénération de ces derniers prenant place entre les grandes célébrations de Pâques, de la Nativité ou du Carême, dans une multiplication qui étoffe un cycle des fêtes chrétiennes permettant de rivaliser avec le calendrier païen et ses fasti. La célébration des cultes martyriaux est ainsi minutieusement assurée tout au long de l'année par le clergé dans un excès de raffinement parfois moqué par les ascètes comme Jérôme, et est rythmée par d'importantes et fastueuses processions qui attirent des foules nombreuses.
Les catacombes deviennent le centre névralgique de ces cultes et dessinent dans les faubourgs de Rome une véritable « topographie sainte » qui, permettant à la fois d'encadrer la dévotion populaire et de contrôler les réunions d'hérétiques qui avaient pris l'habitude de s'y rassembler, renforce la fonction de pèlerinage attestée à Rome depuis le IIe siècle. Cette configuration inspirera plusieurs évêques contemporains de Damase qui dans leur cité, à l'instar de Paulin de Nole ou Ambroise de Milan, inventent des reliques et réhabilitent ou construisent des sanctuaires chrétiens dans les faubourgs.

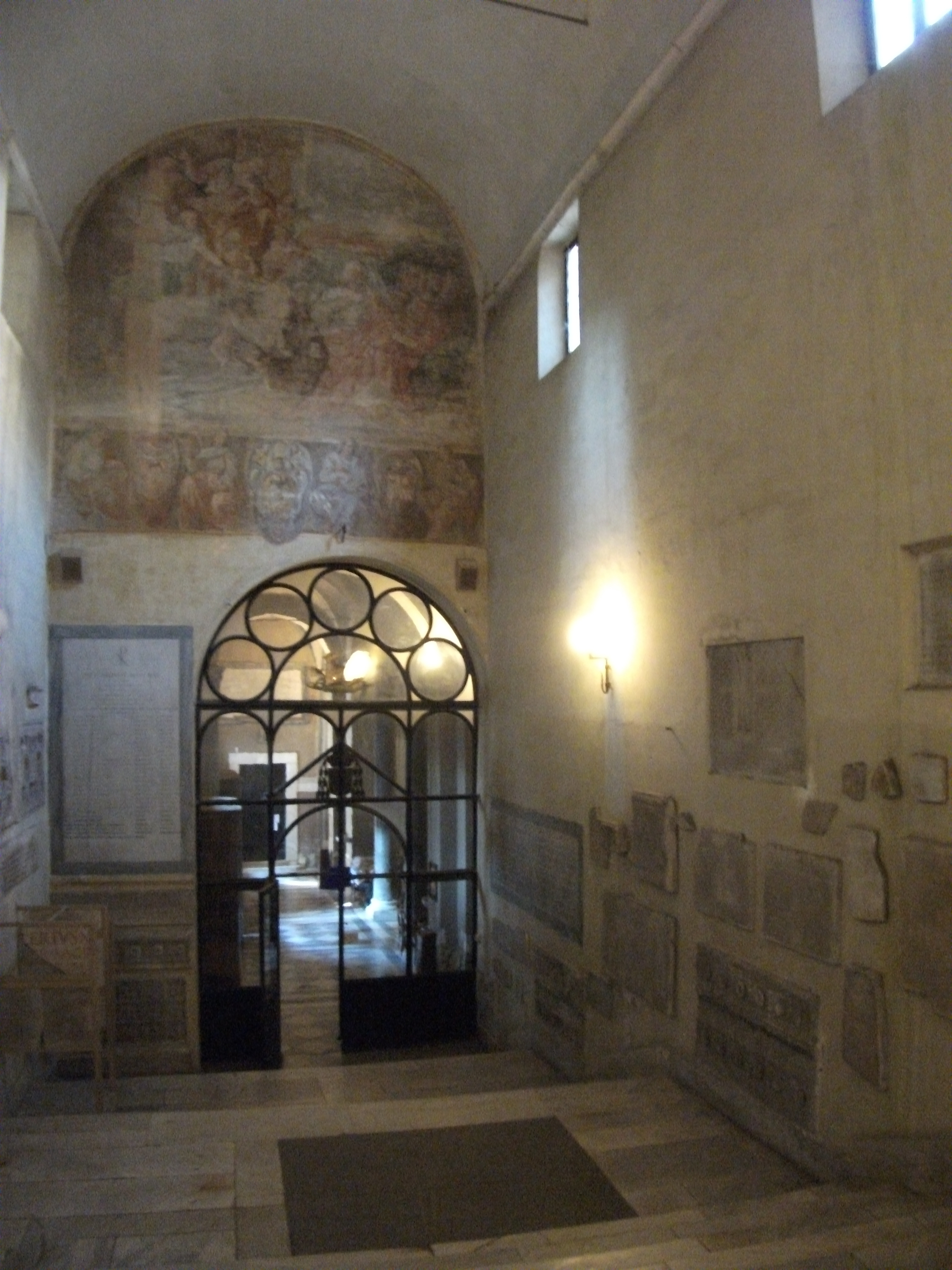
Inscriptions lapidaires conservées à la basilique Sant'Agnese fuori le Mura.

Reprenant un des moyens majeurs de la communication romaine, le monumentum, cette topographie s'organise à Rome notamment par disposition stratégique dans les catacombes d'inscriptions épigraphiques monumentales qui permettent de signaler la reconnaissance officielle d'un culte. Composées personnellement par Damase et exécutées en lettres capitales « carrées » par le calligraphe Furius Dionysius Filocalus, ces inscriptions constituées d'épigrammes à la mémoire des martyrs « romanisés » exaltés à l'instar de héros antiques, adaptent aux lieux de cultes chrétiens la tradition de la poésie épigraphique latine, se référant au glorieux passé romain. Les textes à la gloire des martyrs mais aussi de confesseurs et d'évêques attestent de la recherche de concorde et unité d'une communauté locale divisée, tout en promouvant simultanément la piété et l'autorité des évêques de Rome, au premier rang desquels figure en bonne place Damase.
On dénombre une soixantaine de ces inscriptions métriques ainsi que d'une série d'épitaphes hexamétriques dont celui de Damase lui-même et celui de ses familiers. Longtemps reçue comme une médiocre imitation de la poésie latine classique, particulièrement de l'Énéide de Virgile, la qualité de la poésie damasienne — qui se distingue à la fois de l'épigraphie chrétienne, jusque là mal assurée à l'instar des graffiti des catacombes, mais aussi de la poésie virgilienne, réinterprétée à la lumière de la culture chrétienne —  est désormais réévaluée. Les fréquentes répétitions qui y figurent occupent une fonction pédagogique proposant un modèle de sainteté aux croyants. C'est ainsi que Damase est à considérer comme le véritable initiateur de l'épigraphie chrétienne officielle ainsi que l'architecte du culte des saints dans les catacombes. Jérôme lui attribue également des essais en prose et en vers sur la virginité tandis qu'on lui a plus récemment attribué la paternité du poème satirique anonyme anti-paganiste intitulé Carmen contra paganos (« Chant contre les païens »).

#### Elogiaà Sainte Agnès

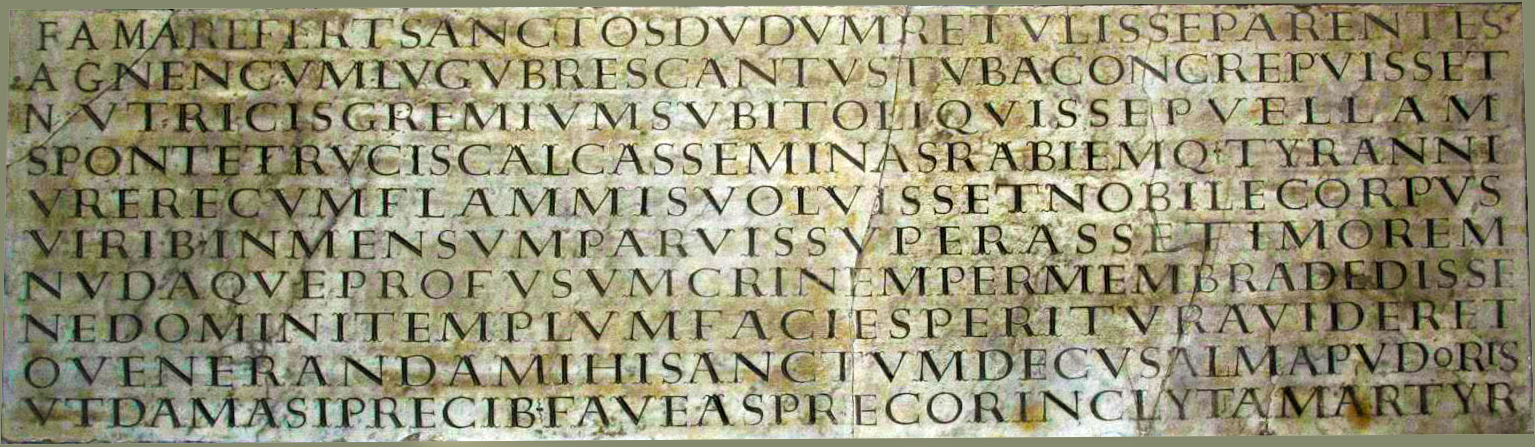
Épigramme monumentale de Damase Ier sur Agnès de Rome, gravée par Furius Dionysius Filocalus, conservée à la basilique Sant'Agnese fuori le Mura.

Épigramme damasienne en l'honneur de la martyr Agnès de Rome :
« Fama refert sanctos dudum retulisse parentes
Agnen cum lugubres cantus tuba concrepuisset

nutricis gremium subito liquisse puellam.

Sponte trucis calcasse minas rabiemq(ue) tyranni

urere cum flammis voluisset nobile corpus.
 
Virib(us) inmensum parvis superasse timorem

nudaque profusum crinem per membra dedisse

ne domini templum facies peritura videret.

O veneranda mihi sanctum decus alma pudoris

ut Damasi precib(us) faveas precor inclyta martyr. »
« D'après la tradition, voici ce que de saints parents ont jadis rapporté :

Agnès, quand la trompette eut résonné de ses lugubres chants,

Quitta aussitôt le sein de sa nourrice, malgré son jeune âge,

Foula spontanément la rage et les menaces d'un tyran féroce ;

Comme il avait voulu consommer par les flammes son noble corps,

Avec ses faibles forces, elle surmonta une peur immense

Et sur ses membres nus laissa tomber sa chevelure épaisse,

Pour qu'aucun visage mortel ne vît le temple du Seigneur.

Vénérable pour moi, ô bienfaisante, sainte gloire de la pudeur,

Sois favorable, je t'en prie, à la prière de Damase, illustre martyre. »